# کوژوخوو (شهرستان سوکوووف)
کوژوخوو (به لهستانی:  Kożuchów) یک روستا در لهستان است که در گمینا بیلانه واقع شده‌است.